# Boeing AH-64 Apache
Pour les articles homonymes, voir Apache.
L’AH-64 Apache est un hélicoptère d'attaque tout temps. En 2018, il est construit par Boeing, qui absorba en 1997 la société McDonnell Douglas, qui avait elle-même racheté la société Hughes Aircraft en 1984. Cette dernière l'avait développé pendant la guerre froide afin de stopper les colonnes de chars de combat du pacte de Varsovie en cas de conflit en Europe. Tous les appareils sont produits dans l'usine Boeing de Mesa dans l'Arizona.
Son baptême du feu eut lieu au Panama en décembre 1989. Par la suite, il fut engagé massivement pendant la guerre du Golfe et plus récemment sur les théâtres afghan, irakien, libyen et yéménite.

## Historique

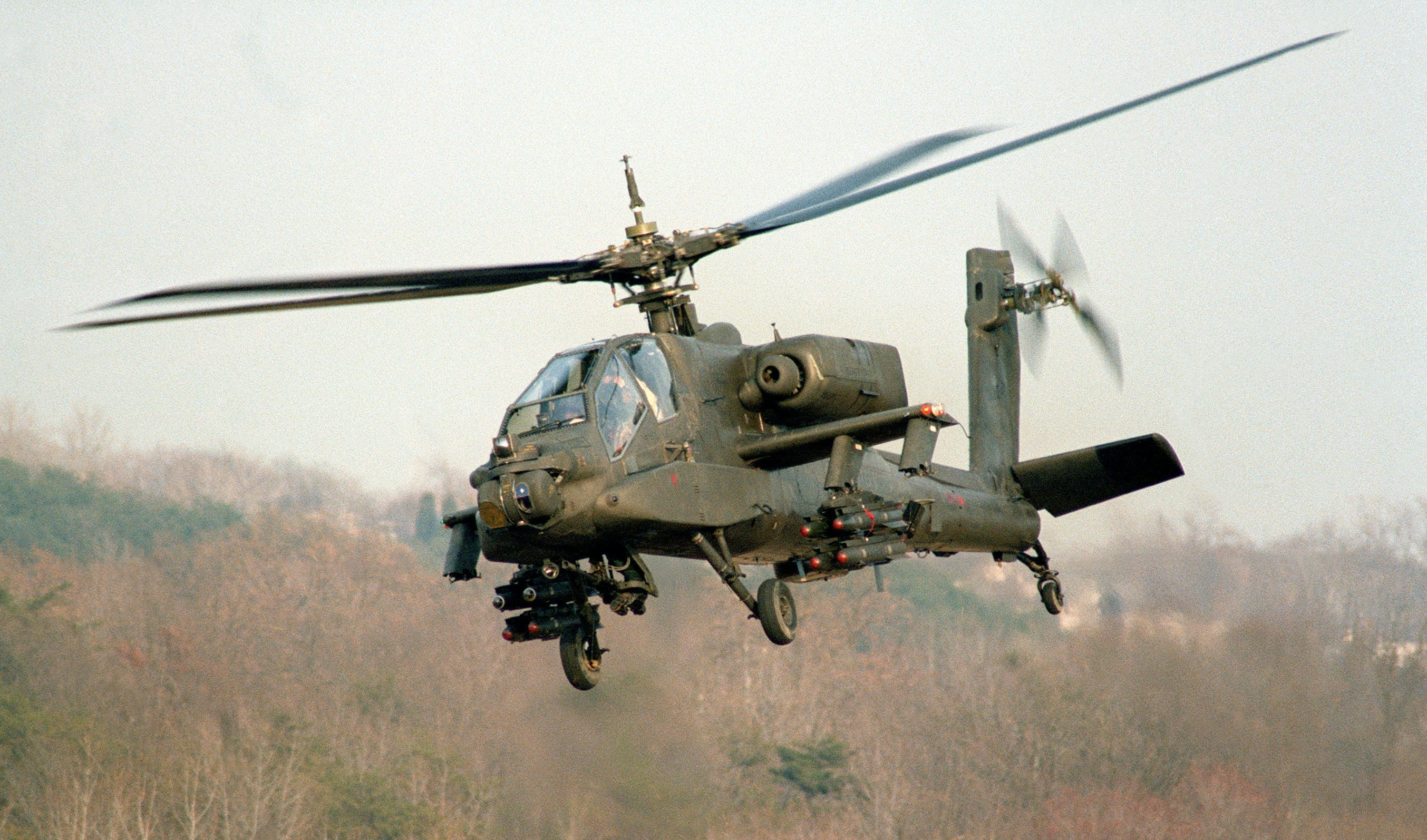
Un prototype YAH-64 en 1982.

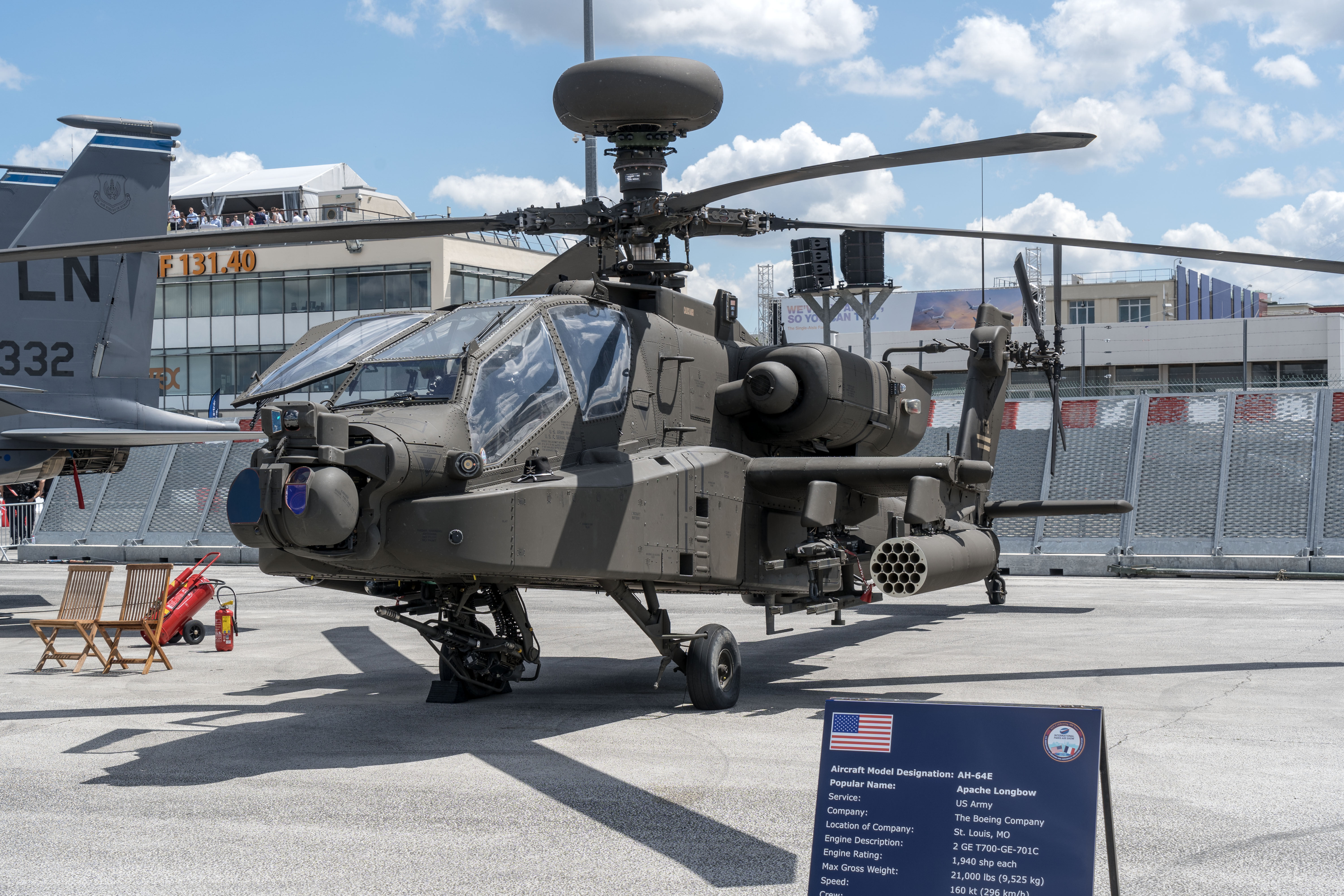
AH-64E américain en 2019.

L'United States Army avait exprimé, en 1972, le besoin d'un hélicoptère de combat conçu pour effectuer des missions antichars par tous les temps, de jour comme de nuit.
Une première machine de cette catégorie, le Lockheed AH-56 Cheyenne, n'avait pas été retenue car trop complexe et concurrençant trop les avions de l'United States Air Force par sa vitesse[réf. nécessaire], et pendant la guerre du Viêt Nam, le seul véritable hélicoptère de combat engagé en opérations fut le Bell AH-1 Cobra. Construit à plusieurs milliers d'exemplaires, cet hélicoptère était cependant dans l'incapacité d'opérer de nuit ou par mauvais temps. Pendant les années qui suivirent, plusieurs versions du Cobra conçues en vue de corriger de telles insuffisances furent mises au point, mais l'US Army ne perdit jamais de vue le fait qu'il lui faudrait un jour disposer d'un véritable hélicoptère de combat.
De tels besoins impliquaient la réalisation d'un hélicoptère lourd, puissant et coûteux. L'US Army, qui était décidée à mener cette entreprise jusqu'à son terme, mit en place un programme, l'Advanced Attack Helicopter, puis sélectionna deux projets conçus respectivement par les sociétés Bell Helicopter Textron et Hughes Helicopters.
Mis au point par Bell, le Bell YAH-63 (en) était équipé d'un train d'atterrissage tricycle et d'un habitacle biplace dans lequel le mitrailleur occupait la place arrière, le pilote prenant place à l'avant. L'appareil d'Hughes, qui portait la dénomination d'YAH-64, était doté d'un atterrisseur à roulette de queue et d'un habitacle dans lequel le pilote était assis à l'arrière, en position surélevée. Les capteurs de l'appareil mis au point par Hughes étaient logés dans le nez, et le canon se trouvait en position ventrale.
Les deux machines étaient propulsées par des turbomoteurs General Electric, mais Hughes avait placé ces derniers à l'extérieur du fuselage, dans des nacelles d'où sortaient des arbres de transmissions inclinés. Ce fut son projet qui fut finalement retenu le 10 décembre 1976.
Le premier prototype volant de l'YAH-64, qui avait été également désigné Air Vehicle 0, décolla le 30 septembre 1975. À ce moment, la configuration de l'hélicoptère Hughes avait été modifiée en profondeur. Le principal changement était la mise en place d'un empennage en T (à l'origine, les stabilisateurs monoblocs étaient implantés dans la poutre de queue). De très nombreuses transformations furent apportées à l'Apache au cours des huit années suivantes.
Un accord définitif de production fut signé le 26 mars 1982 pour un total initial de 11 Hughes Apaches AH-64A. Finalement, le 30 septembre 1983, le premier AH-64A de série quitta les chaînes de montage et fut livré en janvier 1984 à la United States Army Aviation Branch.
En 1984 également, Hughes Helicopters est rachetée par McDonnell Douglas où elle devient McDonnell Douglas Helicopter Systems. Elle sera ensuite absorbée par Boeing en 1997.  937 AH-64A sont construits entre 1984 et 1997.
À partir de 1990, le AH-64D, une version nettement améliorée au niveau de l'avionique et dotée d'un radar sous radôme au-dessus des pales, a été testée. Il entre en service en 1995 et plusieurs centaines d'AH-64A sont dès lors convertis à ce standard. Le 781e et dernier Apache AH-64D de l'US Army est entré en service le 30 octobre 2013, plus de 260 autres ont été exportés.
Son système de vision nocturne, embarqué en pointe avant et destiné à la désignation d’objectif et à la poursuite de cible, est l'objet d'une modernisation à la suite d'un contrat remporté en novembre 2010 par Lockheed Martin. Les améliorations, inspirées en partie du programme annulé RAH-66 Comanche, concernent l'ensemble des sous-systèmes, de la centrale inertielle aux capteurs infrarouges thermiques en passant par le capteur bas niveau de lumière.
La nouvelle version AH-64E, nommée jusqu'au 22 octobre 2012 AH-64D Block III, dont le premier exemplaire est livré à l'US Army le 2 novembre 2011 intègre, outre les modifications précitées, une capacité de prendre le contrôle à distance de drones et des moteurs T700-GE-701D d'une puissance unitaire de 2000 chevaux augmentant sa vitesse de combat à 304 km/h (soit 37 km/h de plus) ainsi que sa capacité d'emport. Il est prévu à cette date un total de 690 exemplaires ayant ce standard en 2026 dont 56 nouveaux appareils et 634 remis à niveau ,.
En 2017, 11 nouveaux AH-64 sont livrés à Mesa (Arizona), aucun en 2018, contre 57 remis à niveau en 2017 et 23 en 2018. Le 500e exemplaire est livré début avril 2020. Au 1er avril 2023, plus de 730 Apaches modèles E ont été livrés dans le monde entier.
Il était prévu que son remplacement devait avoir lieu à partir du milieu des années 2030 par un appareil dont on estimait, en janvier 2014, que le premier vol aurait dû avoir lieu en 2017. Mais le programme Future Attack Reconnaissance Aircraft destiné à remplacer les hélicoptères de reconnaissance puis d'attaque est annulé en 2024 avant que les prototypes de deux concurrents ne soient terminés. En mai 2020, l'US Army prévoit un total de 791 AH-64E essentiellement par conversion des anciens standards ; selon cette hypothèse, l'Apache resterait en service jusqu'en 2060.
Il est prévu une remotorisation dans les années 2020 avec des turbomoteurs plus puissants et moins chers à l'entretien, dans le cadre du programme Advanced Affordable Turbine Engine. Le futur moteur, soit Honeywell/Pratt & Whitney HPW3000, soit General Electric GE3000, devra avoir une puissance de 3 000 ch, soit une augmentation de 50 % de puissance par rapport à l'actuel turbomoteur General Electric T700, avoir une réduction de consommation de carburant de 25 %, permettre une diminution de 35 % des frais de maintenance et une durée de vie plus longue de 20 %. Une production initiale à faible cadence est prévue à partir de 2022/2023.
En 2025, l'US Army s’interroge sur le maintien d'hélicoptères d'attaque vu les leçons de l'invasion de l'Ukraine par la Russie. À cette date, elle dispose de 152 AH-64D, ayant un cout d'entretien de 10 228 dollars par heure de vol, répartis en onze escadrons qu'une proposition du 1er mai 2022 se propose de dissoudre au profit de drones aériens « abordables » et « capables de submerger l’ennemi » tandis que les versions les plus récentes à cette date, les AH-64E ne seraient plus aussi efficace que par le passé.

## Structure

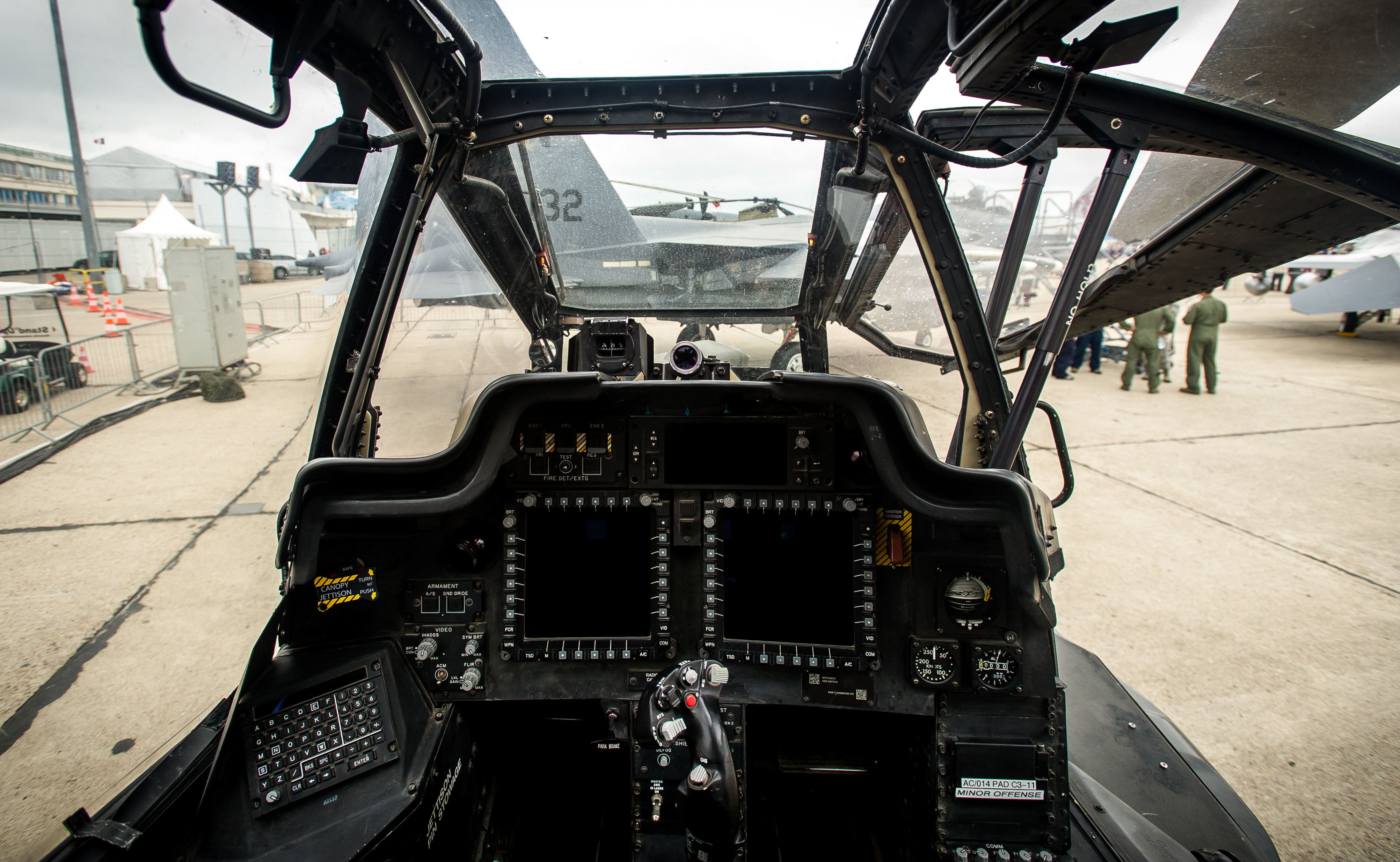
Poste de pilotage d'un AH-64D de l’US Army en 2015.

Contrairement aux hélicoptères conventionnels, le fuselage de l'Apache a été conçu pour continuer à évoluer au milieu d'un champ de bataille après avoir été touché.
L'habitacle et le moyeu du rotor principal sont capables de résister à des impacts multiples d'obus perforants/incendiaires de calibre 23 mm tirés généralement par le redoutable ZSU-23-4 Shilka. Cette protection est offerte par 1 100 kg de blindage en carbure de bore renforcé avec du nylon. Le pare-brise du canonnier ainsi que la verrière du pilote sont à l'épreuve des balles de calibre .50 et l'intérieur du cockpit est tapissé avec des plaques de Kevlar afin de limiter la propagation d'éclats en cas de perforation. Les sièges du pilote et du canonnier sont blindés au niveau du dossier et des côtés. Toujours dans le but d'augmenter les chances de survie, un écran blindé transparent sépare le pilote et le canonnier.
Dès la conception de la cellule, certains composants vulnérables ont été délibérément surdimensionnés afin de continuer à fonctionner lorsqu'ils sont endommagés ; ainsi le moyeu du rotor principal a un diamètre de 18 centimètres au lieu des 8 centimètres prévus initialement. On insiste aussi sur la redondance des systèmes, déjà usuelle en aéronautique : ainsi les commandes, les circuits hydrauliques et électriques sont dédoublés. En plus d'être auto-obturants, les réservoirs tout comme le fuselage, sont conçus pour résister à la violence d'un crash. Les turbines sont par ailleurs implantées aussi loin que possible, afin d'éviter la perte des deux en cas d'impact direct sur l'une d'entre elles. Comme la majorité des hélicoptères biturbine, l'Apache est capable de voler avec une seule turbine.

## Armement
| Mission AH-64A/D de l'US Army | Hellfire | Obus de 30 mm | Hydra 70 | Vitesse maximale (knots) | Vitesse ascensionnelle (pieds/min) | Endurance (heures) |
| ----------------------------- | -------- | ------------- | -------- | ------------------------ | ---------------------------------- | ------------------ |
| Antichar                      | 16       | 1 200         | 0        | 148                      | 990                                | 2,5                |
| Appui-feu                     | 8        | 1 200         | 38       | 150                      | 860                                | 2,5                |
| Escorte                       | 0        | 1 200         | 76       | 153                      | 800                                | 2,5                |

L'Apache est doté d'une tourelle-canon chain gun M230 de calibre 30 mm. La portée est de 1 500 m et le débattement limité à 11° vers le haut (+30° pour l'EC665 tigre) ce qui limite les possibilités de combat air-air.
Il peut emporter toute une panoplie de roquettes et de missiles, les plus couramment utilisés sont :
- roquettes Hydra-70
- missiles AGM-114 Hellfire antichars

## Opérateurs
Malgré son coût, cet appareil connaît une carrière respectable à l'exportation, où il est le plus vendu des hélicoptères d'attaque contemporains : sur les 1 048 Apaches construits en 2000, plus de 200 ont été livrés hors des États-Unis. En juillet 2019, il est en service dans 14 pays, en mars 2025, dans 18 pays :

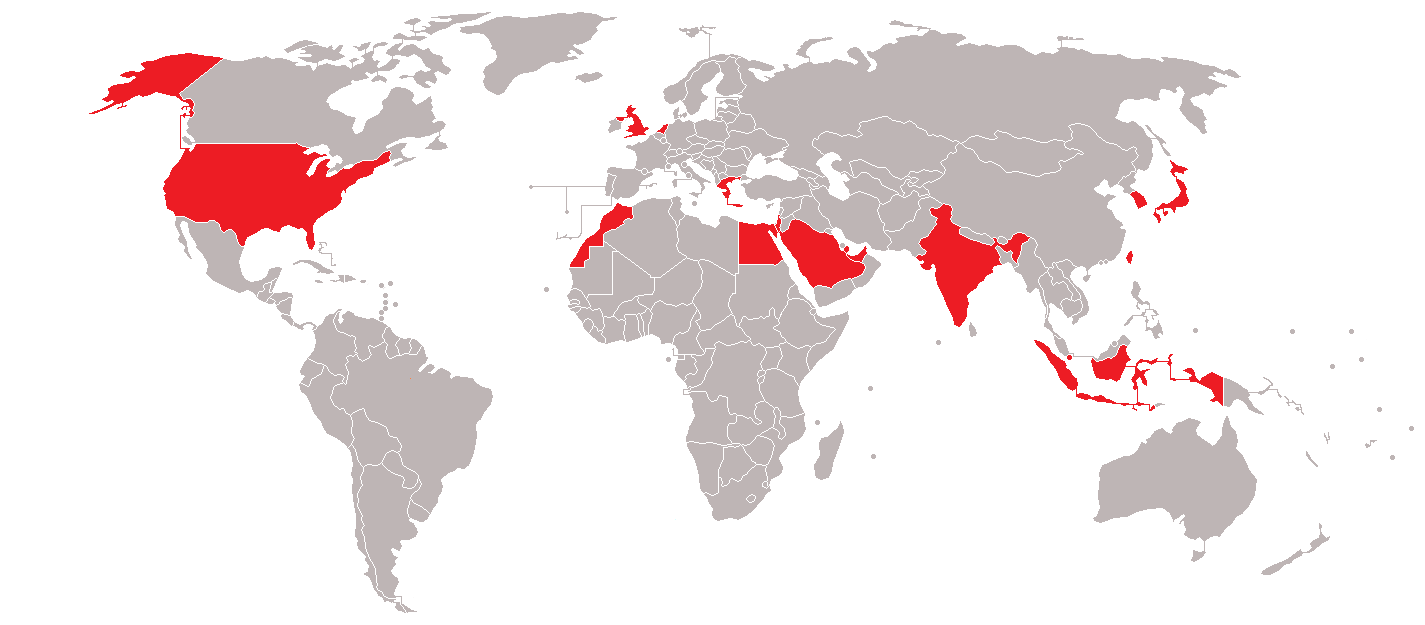
Opérateurs de l'AH-64 Apache

- Australie : 29 AH-64E commandés le 15 janvier 2021 pour la Australian Army, doivent entrer en service à partir de 2025[17].
- Arabie saoudite : 12 AH-64A dans l'Aviation des forces terrestres royales saoudiennes en janvier 2011[18] commandés le 27 septembre 1990 et livrés à partir de 1993[19]. 70 AH-64E commandés en 2010 en partie livrés à la garde nationale.
- Corée du Sud : 36 AH-64E commandés le 17 avril 2013 pour un montant de 904,4 millions de dollars et livrés sur trois ans à partir de 2016[20]. L'appareil était en compétition avec le T-129 et l'AH-1Z Viper[21]. Répartis dans deux bataillons, ils sont déclarés opérationnels en décembre 2018[22].
- États-Unis : 743 en février 2000[23], 726 en 2003, 727 en janvier 2011 (107 AH-64 et 620 AH-64D), objectif en 2022 : 634 AH-64 D Block III[24] renommés depuis AH-64E, objectif final en date de novembre 2011 : 690 AH-64E.
- Égypte : 36 AH-64A commandés en 1995, améliorés à partir de 2005, 35 AH-64D en service en janvier 2011[18], 43 en mai 2020 dont il est prévu qu'ils passent au standard AH-64E[25].Un AH-64D de l’armée de l'air royale néerlandaise en 2010.

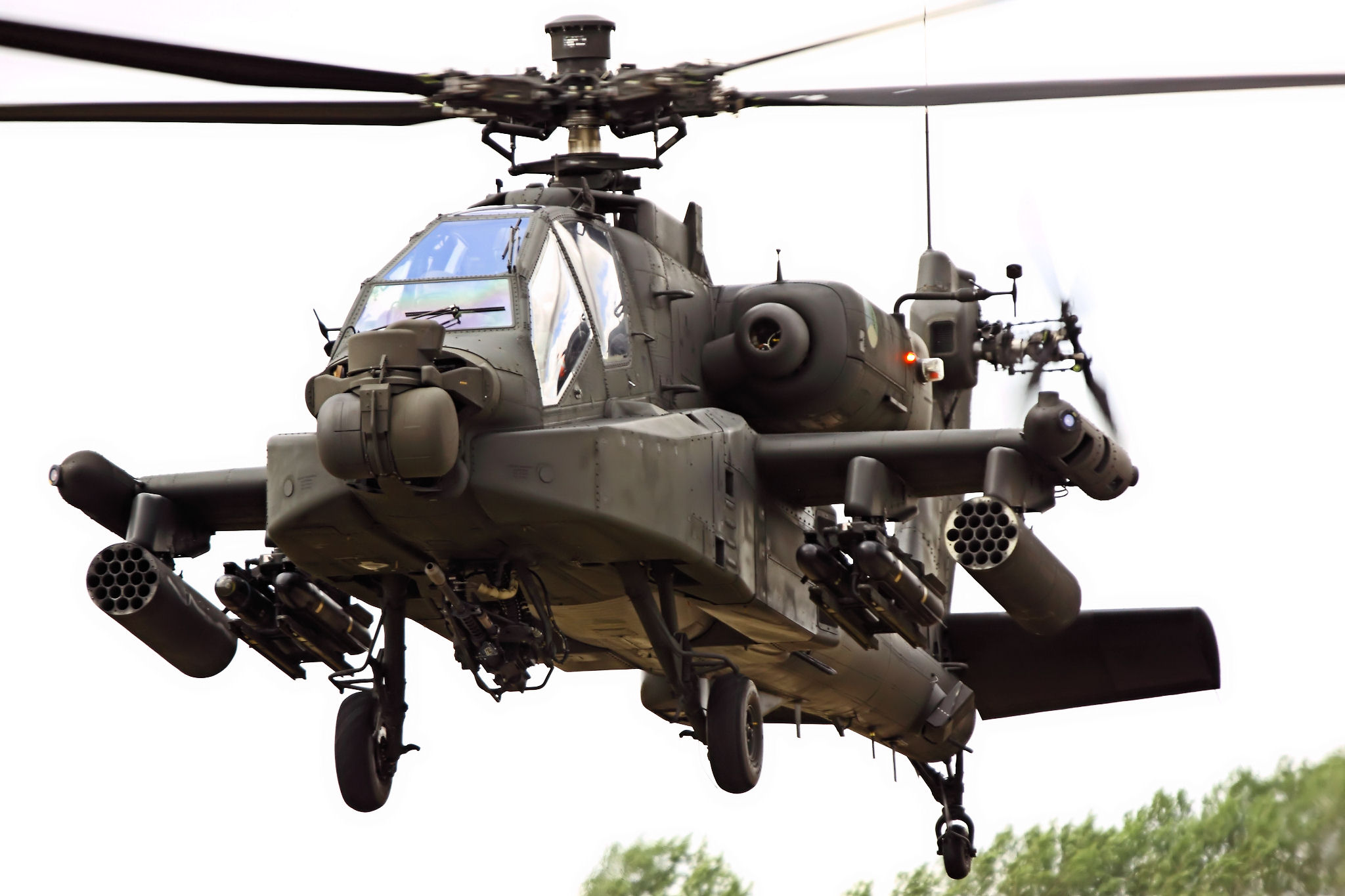
Un AH-64D de l’armée de l'air royale néerlandaise en 2010.

- Émirats arabes unis : 30 AH-64A reçus depuis 2005, 12 AH-64A et 14 AH-64D en service en janvier 2011[18].
- Grèce : 20 AH-64A commandés en 1995, 12 AH-64D commandés en 2003, 20 AH-64A et 8 AH-64D en service en janvier 2011[18].
- Inde : 22 AH-64D commandés en 2012 pour 1,4 milliard de $ pour la force aérienne indienne[26], contrat signé septembre 2015 pour la version E[27]. Premier vol en juillet 2018[28]. Cérémonie de réception des premiers exemplaires le 10 mai 2019 et livraison à partir de juillet, les derniers l'étant en juin 2020[29],[30],[31]. 6 AH-64E sont commandés pour l'Army Aviation Corps le 24 février 2020. Livrables à partir de 2023[32], les trois premiers sont finalement livrés le 22 juillet 2025. Ils sont employés par le 451st Army Aviation Squadron (AH) de Nagtalao Army Base, au nord de Jodhpur, Rajasthan. A cette date, Boeing espère livrer un total de 33 AH-64 pour la force aérienne et et 28 pour l'armée de terre de ce pays[33].
- Indonésie : 8 AH-64E commandés en août 2013 dans le contrat de 500 millions de $[34].
- Israël : En service depuis 1990 dans l'armée de l'air Israélienne, 37 AH-64A et 11 AH-64D en service en janvier 2011[35]. En 2023, ils stationnent sur la base aérienne de Ramon, dans le désert du Néguev ; ils sont regroupés dans le 113e escadron utilisant les hélicoptères AH-64D, connus sous le nom de Seraph, et le 190e escadron utilise le modèle AH-64A, connu sous le nom de Peten (Cobra)[36].
- Maroc : 24 AH-64E "Guardian" pour les Forces royales air avec possibilité de 12 appareils supplémentaires commandés en juin 2020[37],[38]. Livraison des six premiers le 5 mars 2025[39].
- Pays-Bas : 30 AH-64D commandés en 1995 reçus par l’armée de l'air royale néerlandaise entre 1998 et 2002. Entre en service en 1999[40]. 8 dans le détachement d'entraînement Apache néerlandais (NATD) à Fort Hood au Texas et 22 dans le 301e escadron stationnant à la base aérienne de Gilze en Rijen. Un hélicoptère perdu en Afghanistan en 2004[41] et un second lors d'un atterrissage durant l'opération Minusma, le 17 mars 2015[42]. Les derniers des 28 exemplaires survivants sont retirés le 15 janvier 2024. Ils sont portés au standard AH-64E entre 2022 et 2025[43]. Le premier, un AH-64E version 6, est livré le 26 octobre 2022[44]. 8 prévus dans le 302e escadron de Robert Gray AAF/Fort Cavazos, nouveau nom de Fort Good, 20 dans le 301e escadron de Gilze en Rijen[45].
- Qatar : 24 exemplaires au standard Block III/E commandés en juillet 2014, livrés à partir du 15 mars 2019[46], le dernier est achevé en juin 2020[47].

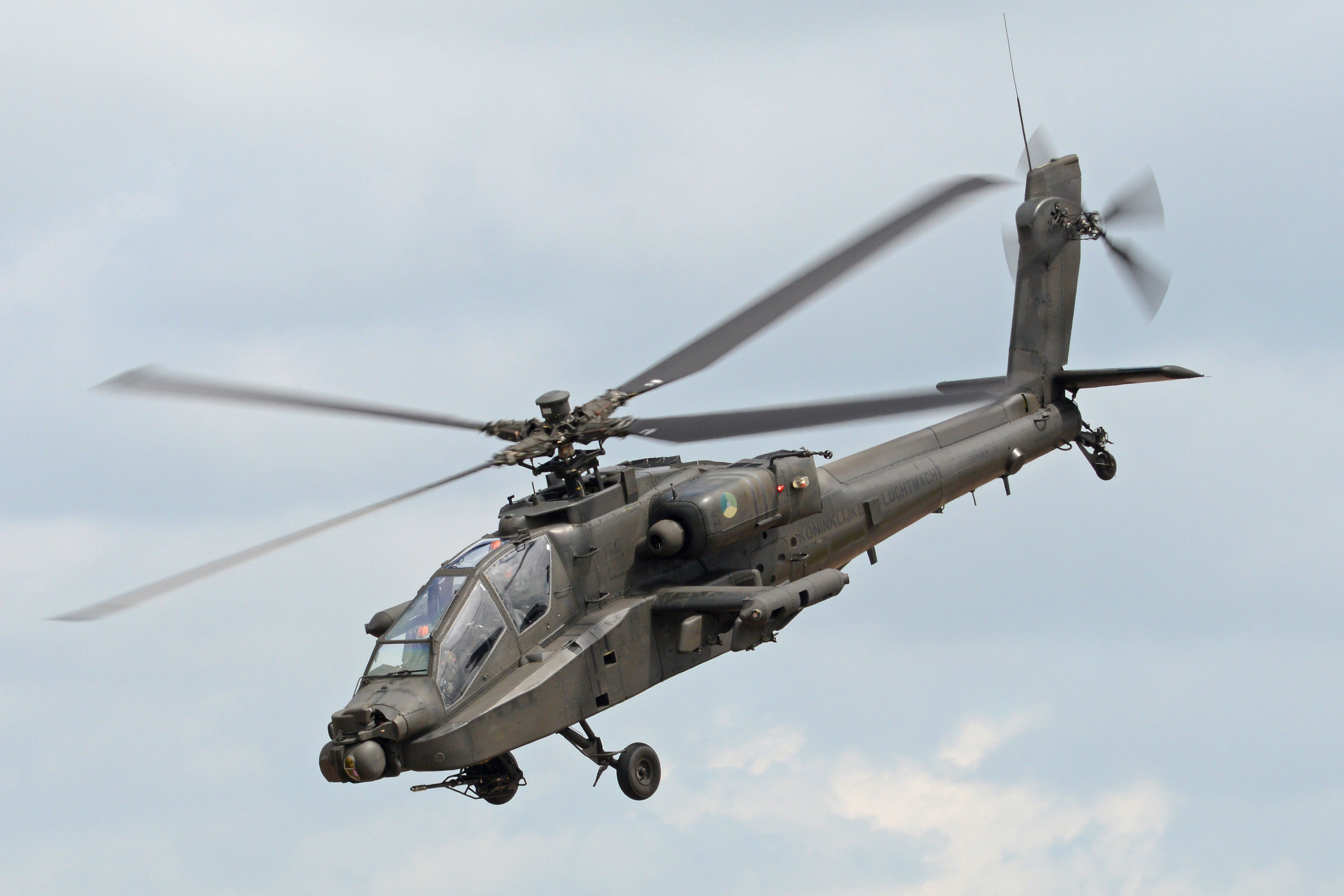
AHDT WAH-64D Apache de l’Army Air Corps. En service de 2004 a 2024.

- Royaume-Uni : à l'origine, 67 hélicoptères AH-64D construits sous licence sous le nom de AgustaWestland Apache AH-1 équipé entre autres de moteurs Rolls-Royce Turbomeca RTM322 pour l'Army Air Corps. 58 en service opérationnel en 2011[48]. 50 sont ensuite remis à neuf au standard AH-64E et sont livrés entre novembre 2020 et le 5 avril 2025[49].
- Singapour : 20 AH-64D commandés entre 1999 et 2001[50].
- Taïwan : 30 AH-64E commandés en 2008[51]. Livraison entre novembre 2013 et octobre 2014. Un accidenté en avril 2014. Le 17 juillet 2018, la 601e brigade de cavalerie aérienne [Air Cavalry Brigade] de l'armée de terre de la république de Chine équipé de 29 AH-64 est déclaré opérationnelle sur la base aérienne de Longtan[52] dans le district du même nom à Taoyuan[53].
- Japon : 60 AH-60DJP commandés en 2005[54]. Il s'agit d'une production sous licence à Fuji Heavy Industries. La livraison à la Force terrestre d'autodéfense japonaise a débuté en 2006. Cependant, pour des raisons telles que les coûts d'introduction en hausse, il a été décidé en 2007 de stopper la production à 13 appareils, la 3e unité d'hélicoptères antichars, comptant 10 hélicoptères, est basée depuis 2012 à Metabaru Air Field (en)[55], le reste étant destiné à l'entraînement[56]. Un accidenté le 5 février 2018[57].

## Résultats opérationnels

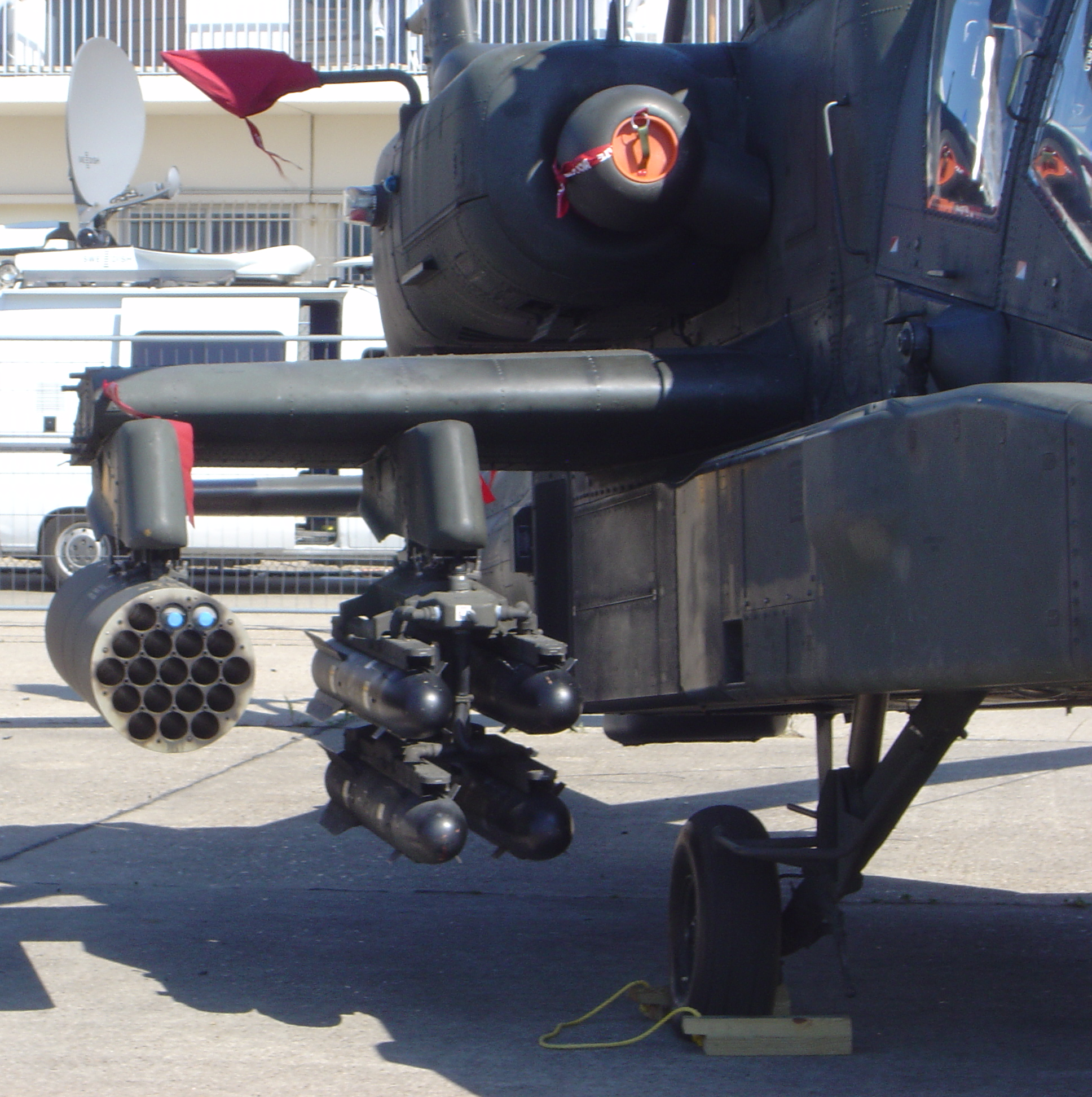
Missiles AGM-114 Hellfire et roquettes Hydra-70.

Le coût originel d'un AH-64A était de 14,5 millions de dollars. En septembre 2003, la Grèce a acheté douze AH-64D pour un coût total de 675 millions de $ (incluant probablement les armes et la maintenance), soit un prix unitaire de 56,25 millions de $.
L'AH-64 Apache fit ses premières armes dans la United States Army Aviation Branch au cours de l'invasion de Panama en 1989, lors de l'opération Just Cause. Il participa également à la guerre du Golfe en 1990-1991. Le 17 janvier 1991, 8 AH-64A guidés par 4 MH-53 Pave Low III effectuèrent la première mission de combat de l'opération Tempête du Désert en détruisant plusieurs stations radar irakiennes, permettant aux premières vagues d'avions de combat alliés de rentrer dans l'espace aérien irakien sans être détectées.
277 AH-64 furent engagés, détruisant plus de 500 chars, de nombreux transports de troupes blindés et autres véhicules. Néanmoins, ces résultats sont à comparer à ceux des 174 A-10 Thunderbolt II — un avion d'attaque au sol technologiquement plus ancien et déprécié par les autorités militaires américaines au profit de l'AH-64 — qui détruisirent 1 000 chars d’assaut, 2 000 véhicules militaires et 1 200 pièces d’artillerie, pour seulement sept pertes. Ce grand écart est dû au fait que les Apache ont été engagés assez tard dans le conflit, contrairement aux A-10, employés dès le premier jour du conflit.[réf. nécessaire]
L'AH-64 fut déployé dans les Balkans au cours des années 1990, lors des conflits en Bosnie-Herzégovine et au Kosovo. Cet appareil rencontra de nombreux problèmes sur ce terrain accidenté, montagneux et forestier. Deux Apaches furent perdus accidentellement durant la guerre du Kosovo en Albanie, et de nombreuses critiques pointèrent du doigt des défauts dans l'entraînement des équipages, généralement basés dans les grands déserts américains et peu préparés au type de terrain rencontré au Kosovo. La totalité de la flotte présente dans les Balkans fut interdite de vol pendant deux semaines en décembre 2000. D'autres aspects furent également critiqués : des déficiences dans l'équipement de vision nocturne, les réservoirs de carburant, et ses capacités de survie au combat furent remises en doute.
L'AH-64 est engagé dans les conflits en cours en Afghanistan et en Irak. Ses résultats sur ce terrain d'opération sont d'abord mitigés : il requiert des opérations de maintenance très lourdes et répétées qui réduisent fortement sa disponibilité. Les accidents et tirs amis sont restés fréquents et composent la majorité des pertes enregistrées. Les troupes au sol semblent massivement lui préférer l'A-10 Thunderbolt II lors de leurs demandes d'appui aérien. L'appareil a confirmé ses capacités de destruction de blindés, mais son domaine de vol à très basse altitude l'expose fortement aux tirs ennemis et de nombreux appareils ont été endommagés au combat. Le 24 mars 2003, lors de l'opération liberté irakienne, 33 AH-64 engagèrent une brigade blindée de la division Medina de la garde républicaine irakienne à Kerbala : 30 AH-64 furent endommagés, la plupart sévèrement dont deux au-delà de toute réparation, et l'un dut atterrir à la suite de fuites hydrauliques. La télévision irakienne diffusa largement des images de l'AH-64 abattu, proclamant, à fin de propagande qu'il avait été abattu par un vieux fermier armé d'un fusil rudimentaire. Ce fut un échec militaire et médiatique pour l'armée américaine, mais l'appareil confirma aussi sa robustesse ; les 29 autres AH-64 endommagés ayant pu rejoindre sans encombre leur base. Au total, durant la guerre d'Irak, on compte début 2010, 27 appareils perdus dont 12 du fait d'une action ennemie.
Les dégâts encaissés sur ces théâtres d'opération, où la majorité des défenses anti-aériennes sont de simples canons anti-aériens ou des roquettes non guidées RPG-7, soulèvent également des questionnements sur la survivabilité de ce type d'appareil à basse altitude sur des théâtres d'opération plus hostiles, au relief encaissé et saturés de défense SAM (Surface-to-air missile). Mais, par rapport à la génération précédente d'hélicoptères de combat, il y a de profonds progrès depuis les années 1960 (sur les 1 116 AH-1G Cobra construits, il y a eu environ 300 pertes au Viêt Nam, dont 2/3 environ dans des accidents opérationnels en cinq ans d'opérations).
À partir de janvier 2014, les Pays-Bas engagent 4 Apaches au Mali dans le cadre de la MINUSMA.
Le 4 octobre 2014, il est de nouveau engagé en Irak dans le cadre de la guerre contre l'État islamique. En 2014, le déploiement en zone de guerre de la version AH-64E en Afghanistan est positive avec un taux de disponibilité de 87 % et un temps de réponse amélioré de 57 %.
L'Arabie saoudite a engagé ses Apaches depuis 2015 dans la guerre du Yémen. 3 AH-64 sont abattus au combat les 7 mai, 5 août, et 26 août 2015 .

## Accidents
| Date       | Modèle                          | Numéro d'identification | Numéro de série du fabricant | Code militaire | Opérateur                                                                                             | Lieu du crash                                                                | Victimes | Description |
| ---------- | ------------------------------- | ----------------------- | ---------------------------- | -------------- | --- | ---------------------------------------------------------------------------- | -------- | --- |
| 22/11/1980 | Hughes YAH-64A Apache           | 79-23257                | AV.04                        |                | | Seacliff Park, Encinitas, Californie, États-Unis                             | 2+1/2    | Le YAH-64H est entré en collision avec un T-28 qui le photographiait, les deux équipages sont morts,. |
| 20/02/1986 | McDonnell Douglas AH-64A Apache | 83-23823                | PV048                        |                | D Company, 1st Battalion, 14th Aviation Regiment, 110th Aviation Brigade, United States Army          | Fort Hood, Texas, États-Unis                                                 | 0/2      | ,. |
| 21/08/1987 | McDonnell Douglas AH-64A Apache | 83-23793                | PV018                        |                | D Company, 1st Battalion, 14th Aviation Regiment, 110th Aviation Brigade, United States Army          | Hammond Ranges, Fort Rucker, Alabama, États-Unis                             | 1/2      | L'appareil était en vol stationnaire à environ 200 pieds AGL lorsqu'il a entamé une spirale descendante vers la droite et s'est écrasé. Le plateau cyclique du rotor a gelé, entraînant une chute du régime du rotor en dessous de 90 %. Tuant l'instructeur le Chief Warrant Officer (Adjudant-chef) Ronald Rivera âgé de 36 ans,. |
| 29/06/1989 | McDonnell Douglas AH-64A Apache | 86-9052                 | PV422                        |                | Florida Army Reserve National Guard, United States Army                                               | Camp Blanding (en), Clay County, Floride, États-Unis                         | 1/2      | S'est écrasé vers 11h00 lors d'un vol entre Craig Field à Jacksonville et Camp Blanding dans le comté de Clay. Tuant le Chief Warrant Officer (Adjudant-chef) Bruce A. Pinner âgé de 44 ans. L'enquête a permis de déterminer qu'une pièce de tôle utilisée pour aider à fixer une porte avait été mal fixé et avait heurté le rotor de queue,. |
| 17/10/1989 | McDonnell Douglas AH-64A Apache | 84-24259                | PV119                        |                | C Company, 2nd Squadron, 6th Cavalry, 25th Infantry Division, United States Army                      | Neustadt an der Aisch, Mittelfranken, Bavière, Allemagne de l'Ouest          | 2/2      | S'est écrasé en tentant d'évité des lignes électrique à basse altitude. Tuant le First Lieutenant (Lieutenant) John D. Murphy et Chief warrant officer three (Adjudant-chef trois) Lester G. Baggett Jr,. |
| 29/10/1990 | McDonnell Douglas AH-64A Apache | 86-8954                 | PV324                        |                | B Company, 4th Battalion, 229th Aviation Brigade (en), 18th Aviation Brigade (en), United States Army | Hausen, Niederbayern, Bavière, Allemagne                                     | 2/2      | L'appareil s'est écrasé lors d'une mission d'entrainement à basse altitude, de nuit. Il a heurté une ligne électrique à 100 KIA (Knots Indicated Airspeed) à environ 180 AGL. Tuant le Chief warrant officer two (Adjudant-chef deux) Clarence E. Hall et le Chief warrant officer three (Adjudant-chef trois) John A. Wilkinson III,. |
| 04/02/1991 | McDonnell Douglas AH-64A Apache | 83-23833                | PV058                        |                | | حفر الباطن (Hafar Al-Batin), المنطقة الشرقية (Ach-Charqiya), Arabie saoudite | 0/2      | L'hélicoptère, était en vol stationnaire à 150 pieds soit 45 mètre lorsque le commandant a donné l'ordre de repositionner l'appareil parce qu'il avait 50 mètres d'avance sur cinq autres hélicoptères. Le pilote à donné les commandes a l'officier des systèmes d'armes. Pendant le repositionnement final, l'aéronef en virage est descendu à une vitesse excessive. L'aéronef a heurté le sol, détruisant les trains d'atterrissage et l'armement,. |
| 09/01/1992 | McDonnell Douglas AH-64A Apache | 83-23824                | PV049                        |                | D Company, 1st Battalion, 14th Aviation Regiment, 110th Aviation Brigade, United States Army          | Fort Rucker, Alabama, États-Unis                                             | 1/2      | Le pilote a amorcé un virage en montée à droite et l'aéronef est descendu dans les arbres et s'est écrasé à environ 500 m à l'est du champ de tir. Le pilote assis à l'arrière a été désorienté dans l'espace en raison du manque de repères visuels. Le pilote pilotait en vol aux instruments, à cause des conditions météorologiques,. |
| 19/05/1994 | McDonnell Douglas AH-64A Apache | 84-24229                | PV089                        |                | D Company, 1st Battalion, 14th Aviation Regiment, 110th Aviation Brigade, United States Army          | Fort Rucker, Alabama, États-Unis                                             | 0/2      | S'est écrasé sur le terrain d'entraînement d'Ech à Fort Rucker en raison d'un cisaillement du vent. Le pilote fait atterrir l'appareil à cause d'un orage et demande à l'élève-pilote de bloquer la roue de queue. Alors que l'avion s'immobilise, une microrafale frappe l'appareil et le fait basculer sur le côté droit,. |

## Culture populaire
L'AH-64 Apache fait son apparition dans de nombreux supports audiovisuels et dans plusieurs jeux vidéo.
Films/séries/manga :
- Fire Birds (Nicolas Cage, Tommy Lee Jones, Sean Young - 1990)
- Seraph of the End

Jeux vidéo :
- Ace Combat: Assault Horizon (missions 4 et 12)
- Apache: Air Assault (PC, PS3, XBOX 360)
- Arma 3 (PC)
- Battlefield 2 (extension "Forces Spéciales")
- Battlefield 4
- Battlefield: Bad Company 2
- Call of Duty: Modern Warfare 3
- Comanche 3, Comanche Gold
- Conflict: Denied Ops
- Desert Strike: Return to the Gulf (SNES, Megadrive, Master System, Amiga)
- Grand Theft Auto: San Andreas
- Grand Theft Auto: Vice City
- Grand Theft Auto: Vice City Stories
- Grand Theft Auto: Online
- Gunship (simulateur pour Amstrad, Atari ST et Commodore Amiga)
- Gunship 2000 (simulateur pour PC, Commodore Amiga)
- Jane's Longbow (en) (simulateur pour PC)
- LHX: Attack Chopper (DOS, Mega Drive)
- Medal of Honor
- Modern Warfare 2
- Nuclear Strike (PlayStation, Nintendo 64, PlayStation 3, Microsoft Windows, DOS, Compatible PC)
- Soviet Strike (PlayStation, PlayStation 3, Saturn, PlayStation Portable)
- Wargame: AirLand Battle
- Wargame: European Escalation
- Wargame: Red Dragon
- World in conflict
- War Thunder

### Aéronefs comparables
- Bell AH-1 Cobra
- Agusta A.129 Mangusta
- Eurocopter EC-665 Tigre
- Kamov Ka-50 Hokum
- Mil Mi-28 Havoc

### Ordre de désignation
- AH-56 - YAH-63 (en) - AH-64 - RAH-66